# Chiesa di San Rocco in Canale
La chiesa di San Rocco in Canale è un edificio di culto si trova nei pressi dei ruderi del castello di Soffumbergo, poco fuori Campeglio di Faedis, in provincia ed arcidiocesi di Udine.

## Storia
L'edificazione della chiesa è legata a quella del castello, posto a poche decine di metri, sulla cima della collina che domina il paese. Al tempo era abitudine edificare una chiesa all'interno del castello per le esigenze spirituali dei signori e dei villici che vi prestavano servizio.
L'attuale costruzione potrebbe risalire alla metà del XV secolo. L'intitolazione a San Rocco probabilmente avvenne tra il XVI e il XVII secolo.